# 司打口總站
司打口總站（葡萄牙語：Praça Ponte Horta / Terminal），位於澳門下環河邊新街的一個終點站，該終點站設於兩個方向行車道中間，毗鄰內港客運碼頭。澳巴3A路線以本站為總站。另外，澳巴1、2、6B、10、11、21A、55、60、71S、N3路線，新福利5、16、16S、26、65、MT4路線經過該站旁邊的「司打口」站。

## 歷史
- 2007年12月4日，為配合內港客運碼頭啟用，土地工務運輸局將原設於內港客運碼頭的終點站遷往司打口對開的新建終點站，以方便市民乘坐3A路線。而原站位置附近則改為有時限的遊覽車上落客區。[1]

- 2023年6月10日起，受內港南雨水泵站及下水道第二期工程影響，此站暫停使用，3A路線總站臨時調整至「西灣湖景大馬路／媽閣碼頭」站。[2]

- 2025年6月28日，內港南雨水泵站及下水道工程全面竣工，本站恢復運作。[3]

## 設施
- 澳巴站長更亭。

## 各車道安排
| 柯邦迪前地、候車亭（司打口） |                                                                                                   | |
| → 司打口                     | 1、2、5、10、11、21A路線 6B路線 16路線 16S路線 26路線 55路線 60路線 65路線 71S路線 MT4路線 N3路線 | 媽閣（媽閣交通樞紐） 山頂醫院 下環街市 媽閣（媽閣廟） 路環市區 蝴蝶谷大馬路 外港碼頭 牧場街 澳門大學 氹仔客運碼頭 路環市區／黑沙海灘（6-8月） |
| 行人路、候車亭（司打口總站） |                                                                                                   | |
| → 司打口總站                 | 3A 路線                                                                                           | 關閘（關閘廣場） |
| ← 一般行車道                 |                                                                                                   | |

## 終點站路線資料
| 澳巴 | 3A | 司打口 | ↺ 關閘 關閘廣場 | - 內港客運碼頭 - 新馬路及殷皇子馬路 - 亞馬喇前地 - 葡京酒店及總統酒店 - 皇朝（凱旋門、永利、美高梅） - 澳門金沙 - 馬六甲街（金龍酒店） - 外港碼頭 - 黑沙環（南華、建華、中葡職中、衛生中心） |

## 途經路線資料
| 澳巴   | 1      | 關閘 關閘總站                | 媽閣 輕軌媽閣站 媽閣交通樞紐   | - 河邊新街（下環） - 媽閣廟 |                                                    |
| 澳巴   | 2      | 永寧廣場                     | 媽閣 輕軌媽閣站 媽閣交通樞紐   | - 河邊新街（下環） - 媽閣廟 |                                                    |
| 新福利 | 5      | ↺ 華大新村                   | 媽閣 輕軌媽閣站 媽閣交通樞紐   | - 河邊新街（下環） - 媽閣廟 |                                                    |
| 澳巴   | 6B     | 媽閣 輕軌媽閣站 媽閣交通樞紐 | ↺ 山頂醫院 山頂醫院總站        | - 河邊新街（下環） - 媽閣廟 - 西灣（迅發花園、大興大廈、西灣湖） - 南灣（燒灰爐、巴掌圍） - 亞馬喇前地 - 葡京酒店 - 加思欄馬路 - 山頂醫院急診大樓 | 星期一至六服務 星期日及強制性假期停駛              |
| 澳巴   | 10     | 關閘 關閘總站                | 媽閣 輕軌媽閣站 媽閣交通樞紐   | - 河邊新街（下環） - 媽閣廟 |                                                    |
| 澳巴   | 11     | ↺ 氹仔官也街                 | 媽閣 輕軌媽閣站 媽閣交通樞紐   | - 河邊新街（下環） - 媽閣廟 |                                                    |
| 新福利 | 16     | 牧場街                       | ↺ 下環街市                     | |                                                    |
| 新福利 | 16S    | 牧場街                       | ↺ 媽閣 輕軌媽閣站 媽閣交通樞紐 | - 河邊新街（下環） - 媽閣廟 | 16路線特班車                                       |
| 澳巴   | 21A    | 九澳油庫                     | 媽閣 輕軌媽閣站 媽閣交通樞紐   | - 河邊新街（下環） - 媽閣廟 |                                                    |
| 新福利 | 26     | 筷子基北灣                   | ↺ 路環市區                     | - 河邊新街（下環） - 媽閣廟及媽閣交通樞紐（ 輕軌媽閣站） - 旅遊塔 - 氹仔海濱休憩區 - 海洋花園（海洋廣場、衛生中心）（ 輕軌海洋站） - 柯維納馬路及南新花園（ 輕軌馬會站） - 華寶及花城 - 湖畔大廈 - 海灣花園 - 北安大馬路（出入境事務大樓） - 氹仔客運碼頭（ 輕軌氹仔碼頭站） - 澳門機場（ 輕軌機場站） - 科大醫院及科技大學 - 路氹連貫公路（新濠天地、倫敦人） - 蓮花路停車場（ 輕軌蓮花站） - 石排灣（公屋群及郊野公園） |                                                    |
| 澳巴   | 55     | ↺ 司打口                     | 蝴蝶谷大馬路                   | - 河邊新街（下環） - 媽閣廟及媽閣交通樞紐（ 輕軌媽閣站） - 羅斯福酒店 - 蓮花海濱大馬路（銀河、生態保護區、高爾夫俱樂部） - 路環小型賽車場（ 輕軌石排灣站） - 石排灣公屋群 |                                                    |
| 澳巴   | 60     | ↺ 司打口                     | 外港碼頭                       | - 河邊新街（下環） - 媽閣廟及媽閣交通樞紐（ 輕軌媽閣站） - 旅遊塔 - 城市日前地（永利、美高梅） - 皇朝（宋玉生廣場） - 澳門金沙 - 馬六甲街（金龍酒店） |                                                    |
| 新福利 | 65     | ↺ 司打口                     | 牧場街                         | - 河邊新街（下環） - 媽閣廟及媽閣交通樞紐（ 輕軌媽閣站） - 旅遊塔 - 城市日大馬路（永利、美高梅） - 總統酒店 - 何賢公園 - 雅廉訪（俾利喇街、聖心學校） - 筷子基（衛生中心） - 台山（李寶椿街、巴波沙） |                                                    |
| 澳巴   | 71S    | 俾若翰街／快富樓             | 澳門大學                       | - 河邊新街（下環） - 媽閣廟及媽閣交通樞紐（ 輕軌媽閣站） - 羅斯福酒店 - 望德聖母灣（軍營 輕軌排角站） - 威尼斯人及金光會展（ 輕軌路氹西站） - 蓮花海濱大馬路（生態保護區） | 71路線特班車 平日指定時段服務 例假日及公眾假期停駛 |
| 新福利 | MT4    | 關閘 關閘總站                | 氹仔客運碼頭 輕軌氹仔碼頭站    | - 河邊新街（下環） - 媽閣廟及媽閣交通樞紐（ 輕軌媽閣站） - 氹仔海濱休憩區 - 海洋花園（海洋廣場、衛生中心）（ 輕軌海洋站） - 南新花園（ 輕軌馬會站） - 氹仔市區（中央公園、泉亮） - 氹仔嘉樂庇馬路（茵景園、大潭山壹號） - 路氹連貫公路（新濠天地、倫敦人） - 澳門協和醫院（ 輕軌協和醫院站） - 蓮花路 - 溜冰路（澳門東亞運動會體育館） - 上葡京及永利皇宮                                                                 |                                                    |
| 澳巴   | N3     | 亞馬喇前地                   | ↺ 路環市區                     | - 河邊新街（下環） - 媽閣廟及媽閣交通樞紐（ 輕軌媽閣站） - 海洋花園及氹仔海濱休憩區 - 史伯泰（麗景灣酒店） - 氹仔市區（泉澧、泉亮） - 氹仔嘉樂庇馬路（茵景園、大潭山一號） - 路氹連貫公路（新濠天地、倫敦人） - 蓮花路停車場（ 輕軌蓮花站） - 石排灣（公屋群及郊野公園） - 路環警察訓練營 以下為6-8月期間停靠： - 路環（警察訓練營、市區、少年感化院） - 竹灣（燒烤公園、海灘、豪園） - 海蘭花園                          | 夜間路線                                           |
| 澳巴   | N3夏季 | 亞馬喇前地                   | ↺ 黑沙海灘                     | - 河邊新街（下環） - 媽閣廟及媽閣交通樞紐（ 輕軌媽閣站） - 海洋花園及氹仔海濱休憩區 - 史伯泰（麗景灣酒店） - 氹仔市區（泉澧、泉亮） - 氹仔嘉樂庇馬路（茵景園、大潭山一號） - 路氹連貫公路（新濠天地、倫敦人） - 蓮花路停車場（ 輕軌蓮花站） - 石排灣（公屋群及郊野公園） - 路環警察訓練營 以下為6-8月期間停靠： - 路環（警察訓練營、市區、少年感化院） - 竹灣（燒烤公園、海灘、豪園） - 海蘭花園                          | 夜間路線 6-8月期間實施                             |

## 鄰近公共運輸站

### 陸路
M137 內港客運碼頭（Terminal Marítimo de Passageiros do Porto Interior）
路線：1、2、3A、5、10、11、18、18B、21A、26、71S、MT4、N3
M140 河邊新街／李道巷（Alm. Sérgio／Trav. Lido）
路線：1、2、5、10、10A、11、18、18B、21A、26、55、60、65、MT4、N3
岐關車站
往廣東省客運班車

### 水路
內港客運碼頭
粵通船務：澳門內港 ↔ 珠海灣仔

## 外部連結
- 新福利官方網站 （繁體中文） （页面存档备份，存于）
- 澳巴官方網站 （繁體中文） （页面存档备份，存于）